# Købmanden
Købmanden er et teaterstykke, der er en moderne version af Shakespeares Købmanden fra Venedig. Købmanden er et SkRaKo-stykke, og skuespillerne er dancehalldronningen Natasja, rapperen Blæs Bukki, skuespillerne Nicolas Bro og Laura Bro samt stand-upkomikerne Omar Marzouk og Jonatan Spang.
| Kunst og kultur | Spire Denne artikel om scenekunst og teater er en spire som bør udbygges. Du er velkommen til at hjælpe Wikipedia ved at udvide den. |